# 御暦奏
御暦奏（ごりゃくのそう/ごれきのそう/こよみのそう）とは、近代以前において毎年11月1日に陰陽寮から中務省を経由して天皇に対して翌年の暦が奏進される儀式のこと。単に暦奏とも。

## 概要
養老律令雑令造暦条に、陰陽寮（具体的には暦博士）が毎年予め来年の暦を作成して11月1日に中務省に送り、同省はそれを天皇に奏聞すること。各官司に1本ずつ与えて年が終わる前に頒布することが定められており、これに基づいて行われる儀式である。
平安時代に書かれた『政事要略』によれば、天皇に対しては「御暦」として具注暦2巻と天皇のみに献上される七曜暦1巻（ただし、七曜暦は元日の朝賀の後で天皇に献上されるものであったため、元日に七曜暦のための御暦奏が行われた）、中宮と東宮に具注暦2巻が奏進される。この他に各官司及び諸国の国府向けに作成される頒暦166巻が奏進された。ただし、当時の具注暦は半年で1巻（2巻で1年分）とされていたため、実際には天皇・中宮・皇后に具注暦各1部が作成されたと考えられている。頒暦については、具注暦と同様に2巻で1年分として83部とする説（虎尾俊哉・広瀬秀雄説）と1巻で1年分として166部とする説（原秀三郎・山下克明説）が存在する。
陰陽寮は毎年5月1日までに来年の暦を作成するのに必要な物資の量について中務省を経由して関連官司に通知した。料紙・墨・筆などは図書寮、朱沙は蔵人所、軸は木工寮などが調達した。暦博士は原稿となる暦本を作成して、頒暦は6月21日、具注暦は8月1日（七陽暦は12月21日）までに陰陽寮に提出された。暦博士による暦本提出後、陰陽寮は暦作りの専門部署として御暦所と呼ばれる臨時の機関を設置して、献上する暦の製作にあたらせて当日に備えた。『内裏式』や『儀式』によれば、当日は天皇が紫宸殿に出御し、中務省の輔と丞が具注暦を載せた案（台）を担いだ陰陽頭・助及び頒暦を収めた櫃を担いだ陰陽允・属を率いて紫宸殿の庭中に進み出る。陰陽寮の役人が退いた後に中務省を代表して輔が天皇に奏上を行い、具注暦は天皇に奏進され、頒暦は天皇と太政官の連絡を掌る少納言が受領して大臣の元に届けられ、大臣から弁官を通じて各官司・国府に配布され、不足の場合には上級官司・国府が書写して下級官司・郡司などに送付した。なお、中宮･東宮には別途に陰陽寮からの奏進が行われ、更に准三宮にも同様の待遇が与えられる場合があった（『貞信公記抄』）。なお、当初は暦博士は暦本作成のみを担当し、御暦所や御暦奏には関与しなかったが、9世紀後期より陰陽頭・助と交じって御暦奏に加わる例が見られるようになった（『日本三代実録』仁和2年11月丙子朔（1日）条）。
だが、奏進された新暦に対して、算博士や宿曜師などが異議を申し立てて、暦博士と改暦論争が始まる場合があり、場合によっては年が明けてから改暦（この場合はその年の暦の修正・変更のこと）が行われることも珍しくはなかった。更に律令制の衰微とともに御暦奏の仕組自体が機能しなくなった。例えば、図書寮で紙製造を扱っていた紙屋院は、原料貢進不足から新しい紙を漉くことが困難となり、宿紙を専門とするようになり図書寮が陰陽寮に暦に堪えうる料紙を支給することが困難になってきた。10世紀後期の状況を示していると考えられている『西宮記』で御暦奏で進上される頒暦は120巻と記されている。しかも、それは半ば理想的な数字で、天慶4年の御暦奏には天皇の出御もない上に11巻しか奏進されず、正暦4年の御暦奏に至っては朔旦冬至にもかかわらず、遂に頒暦の奏進が0巻で櫃の入場がないという事態となった（いずれも『本朝世紀』）。
また、元々頒暦が官庁に備え付ける暦であり、貴族や僧侶は自らの日記を執筆するために用いる具注暦をそれぞれが暦博士や暦生に依頼して制作もしくや書写の便宜を受けるのが慣例となっていた（藤原実資は予め（陰陽寮職員である）陰陽師に料紙を支給して暦を注文を行い、完成後に代金として絹1疋を支払っていたことが知られ（『小右記』長和3年10月2日条）、摂関家に至っては暦博士側から具注暦を献上してくることが慣例化していた（『後二条師通記』・『殿暦』・『玉葉』）。当然、天皇に対しても摂関家と同様の措置が行われていたと考えられている）。
その後、院政期に入ると朔旦冬至の年に官務と局務に各3部ずつ、記録所に1部を進上することが慣例化された（大治元年藤原宗忠『中右記』・永仁5年賀茂定清『永仁五年朔旦冬至記』・明徳3年中原師豊『大外記師豊記』）。更に平安時代以来官司請負制のもとで暦博士を世襲してきた賀茂氏はその伝統と実績を背景として御暦奏を同氏の専権として主張するようになり、安倍氏が陰陽頭であっても関与させないことを朝廷に認めさせるようになった（平経高『平戸記』仁治元年閏10月14日・22日条）。その最中でも藤原頼長や近衛家実によって道具の一新や頒暦制作の振興措置が取られたが一時的なものに終わり、宝徳元年に官務･局務分をそれぞれ2部に削減して行われたことが判明（『康富記』宝徳元年11月21日条）するのが最後の御暦奏の記録である。次の朔旦冬至応仁2年（1468年）については御暦奏の記録はなく、前年に発生した応仁の乱の影響で行われなかったと考えられている。しかも、この時の朔旦冬至が御暦奏が行われる歳首の朔旦冬至のとしては最後のものであった（以後は暦のずれで歳首の朔旦冬至が発生しなくても改暦による修正が行われなくなった）ことから、この時をもって事実上廃絶したものと考えられている。
江戸時代になると大経師が京暦を11月1日に禁裏や朝廷要職などに献上すると言う形で御暦奏の伝統を模した儀式を行なっていた事が大経師昔暦からも窺い知れるものの、これも1872年の頒暦商社結成により、大経師独自の暦の発行共々終焉を迎えることとなった。